# Автошлях М 23
Автошлях М 23 — автомобільний шлях міжнародного значення на території України, Берегове — Виноградів — Велика Копаня. Проходить територією Закарпатської області. На частину дороги (між Берегове та Вилок) збігається з частиною європейського маршруту E81 (Мукачево — Бухарест).
Починається в Береговому, проходить через Виноградів та закінчується в селі Велика Копаня на перетині з Н09.

## Загальна довжина
Берегове — Виноградів — Велика Копаня — 50,0 км.

## Маршрут
Автошлях зокрема проходить через такі населені пункти:
| Автошлях М 21        |        |
| Берегове             | М24    |
| Закарпатська область |        |
| Берегівський район   |        |
| Мужієво              |        |
| Бене                 |        |
| Вилок                | E58М26 |
| Нове Село            |        |
| Руська Долина        |        |
| Фанчиково            |        |
| Підвиноградів        |        |
| Виноградів           | Т 0719 |
| Мала Копаня          |        |
| Велика Копаня        | Н09    |